# Bradley C. Livezey
Bradley Curtis Livezey (* 15. Juni 1954 in Massachusetts; † 8. Februar 2011 im Pine Township, Allegheny County, Pennsylvania) war ein US-amerikanischer Ornithologe. Seine Forschungsarbeit umfasste die Entwicklung von flugunfähigen Vögeln, die Ökologie und das Verhalten von Dampfschiffenten, genetische Analysen von Vögeln sowie Erkrankungen bei Vögeln.

## Leben
Livezey wurde in Massachusetts geboren, wuchs jedoch überwiegend in Chicago auf. In seiner Kindheit zog er mehrmals um. Schon früh entwickelte er ein Interesse an Vögeln. 1976 graduierte Livezey zum Bachelor an der Oregon State University. 1979 erlangte er seinen ersten Master-Abschluss an der University of Wisconsin–Madison in Wildtierökologie und 1984 seinen zweiten im Fachbereich Mathematik an der University of Kansas. 1985 promovierte er mit der Doktorarbeit Systematics and flightlessness of steamer-ducks (Anatidae: Tachyeres) an der University of Kansas zum Ph.D.
Ein Großteil von Livezeys Arbeit beschäftigte sich mit den strittigen Bereichen der Phylogenese und Systematik der Vögel. Während viele von Livezeys Kollegen ihre Forschung mit DNA-Analysen belegten, vertrat Livezey einen eher traditionellen Ansatz, basierend auf gründlichen Studien der Form und Eigenschaften von Knochen. Allgemeine Interessen Livezeys umfassten die phylogenetischen Verwandtschaftsbeziehungen von Vogelfamilien, phylogenetische Verwandtschaftsbeziehungen von Wasservögeln, die Entwicklung der Flugunfähigkeit bei Vögeln, vergleichende Osteologie, multivariate Morphometrie und die Paläornithologie.
1993 wurde Livezey Mitarbeiter im Carnegie Museum of Natural History. Hier unterstand ihm als Kurator der Vogelabteilung die mit 195.000 Bälgen neuntgrößte Vogelsammlung der Vereinigten Staaten. 
Am 8. Februar 2011 starb Livezey während der Kollision zweier Autos auf eisglatter Fahrbahn auf der Pennsylvania Route 910 nahe seinem Wohnort im Pine Township.

## Dedikationsnamen
2018 wurde die fossile neuseeländische Rallenart Litorallus livezeyi aus dem Miozän zu Ehren von Brad Livezey benannt.

## Werke (Auswahl)
- 1992: Taxonomy and identification of steamer-ducks (Anatidae: Tachyeres). Museum of Natural History, University of Kansas
- 2003: Evolution of Flightlessness in Rails (Gruiformes: Rallidae): Phylogenetic, Ecomorphological, and Ontogenetic Perspectives. Ornithological Monographs No. 53
- 2007: Higher-order phylogeny of modern birds (Theropoda, Aves: Neornithes) based on comparative anatomy. II. Analysis and discussion (mit Richard Laurence Zusi). Zoological Journal of the Linnean Society, 2007, Heft 149, S. 1–95.